# Radula carringtonii
Radula carringtonii là một loài rêu trong họ Radulaceae. Loài này được J.B. Jack mô tả khoa học đầu tiên năm 1881.